# La Laguna, Hidalgo
La Laguna är en ort i Mexiko.   Den ligger i kommunen Nicolás Flores och delstaten Hidalgo, i den sydöstra delen av landet, 150 km norr om huvudstaden Mexico City. La Laguna ligger 1 878 meter över havet och antalet invånare är 178.
Terrängen runt La Laguna är bergig åt sydost, men åt nordväst är den kuperad. Terrängen runt La Laguna sluttar österut. Runt La Laguna är det ganska glesbefolkat, med 40 invånare per kvadratkilometer. Närmaste större samhälle är San Nicolás, 16,4 km norr om La Laguna. I omgivningarna runt La Laguna växer huvudsakligen savannskog.